# 붕가붕가
붕가붕가(영어: Bunga bunga)는 1910년부터 다양한 의미와 불확실한 기원에서 비롯된 구이자 1852년부터 오스트레일리아의 한 지역을 나타내는 이름이다. 2010년에 이 구는 이탈리아에서 대중화되기 시작하였고, 국제 언론에서는 전 이탈리아 총리 실비오 베를루스코니의 섹스 파티를 가리키면서 이탈리아에서 큰 정치적 스캔들을 일으켰다. 성행위에 관한 은어로 사용된다.